# Exomalopsis tepaneca
Exomalopsis tepaneca là một loài Hymenoptera trong họ Apidae. Loài này được Cresson mô tả khoa học năm 1876.